# Vittore Gottardi
Vittore «Vito» Gottardi (* 24. September 1941; † 18. Dezember 2015) war ein Schweizer Fussballspieler.

## Sportlicher Werdegang
Gottardi begann mit dem Fussballspielen beim FC Rapid Lugano. Ab 1959 lief er für die Wettkampfmannschaft des FC Lugano auf, die als Liftmannschaft zwischen erster und zweiter Liga schwankte. Anfang 1962 wechselte er innerhalb der Nationalliga A zum FC Lausanne-Sports, mit dem er 1964 durch einen 2:0-Finalsieg über den FC La Chaux-de-Fonds den Schweizer Cup gewann. Dabei trat er neben Norbert Eschmann als Torschütze in Erscheinung.
1965 kehrte Gottardi zum FC Lugano zurück, bei dem er zum Auswahlspieler in der «Nati» avancierte. Nationaltrainer Alfredo Foni nominierte ihn für das Kader bei der Weltmeisterschaftsendrunde 1966. Dort feierte er bei der 1:2-Niederlage gegen Spanien im zweiten Gruppenspiel sein Länderspieldebüt, letztlich schied er mit der Mannschaft nach drei Niederlagen als Gruppenletzter aus. Bis 1967 hielt er sich im Kreis der Schweizer Auswahl, insgesamt bestritt er vier Länderspiele.
Auf Vereinsebene war Gottardi erfolgreicher. Unter Trainer Louis Maurer setzte sich der Klub im vorderen Tabellendrittel fest. 1968 erreichte er den Cupfinal, beim 2:1-Erfolg über den FC Winterthur blieb Gottardi jedoch ohne Einsatz. Im Sommer wechselte er zur AC Bellinzona, bei der er 1969 seine dritte Cupfinalteilnahme schaffte. Dieses Mal zog er jedoch bei der 0:2-Niederlage durch den Doppeltorschützen Rudi Nafziger gegen den FC St. Gallen den Kürzeren. 1970 beendete er seine aktive Laufbahn.